# Dragovo
Dragovo es un pueblo ubicado en la municipalidad de Rekovac, en el distrito de Pomoravlje, Serbia.

## Superficie
Posee una superficie de 20,17 kilómetros cuadrados.

## Demografía
Hasta 2011 la población era de 904 habitantes, con una densidad de población de 44,82 habitantes por kilómetro cuadrado.